# Батавская революция
Батавская революция — период заката Республики Соединённых провинций. Нидерландская государственность в следующий за Батавской революцией период (1795—1806) приняла форму Батавской республики.

## Предыстория
С началом Четвёртой англо-голландской войны (1780—1784) голландское общество разделилось на сторонников Оранского дома и правящего штатгальтера Вильгельма V (оранжистов) и тех, кто требовали немедленных государственных преобразований и винили в начале войны (и её бесславном проигрыше) проанглийскую политику штатгальтера (патриоты).

## Боевые действия
В 1784-1787 годах, столкнувшись с нежеланием штатгальтера идти на уступки, патриоты стали вооружаться и вытеснять оранжистов на юг страны. В 1785 году сам штатгальтер вынужден был покинуть свой двор в Гааге и искать убежища в Нимвегене.
Поскольку Генеральные штаты не желали объявлять патриотов вне закона, штатгальтер обратился за помощью к своему шурину — прусскому королю. В 1787 г. в пределы республики вошли 26000 прусских солдат, которые очистили от патриотов Гаагу и вытеснили их на север Франции.
В ходе революционных войн французские войска во главе с Шарлем Пишегрю и примкнувшие к ним голландские патриоты в декабре 1794 г. перешли границы Голландии. Штатгальтер бежал в Лондон, где передал голландские колонии под управление своего кузена — английского короля. Некоторые из них: Цейлон, Капская колония, Малакка, Эссекуибо, Бербис и Демерара (ныне — Гайана) так и не вернулись к голландцам.